# Seisser (Kaufmannsfamilie)
Seisser (auch Seißer) ist der Name einer bayerischen Kaufmannsfamilie, die im Textil- und Lebensmittelhandel in Würzburg und München tätig war.

## Geschichte
Die Familie war im 16. Jahrhundert aus Württemberg oder Österreich bzw. Südtirol nach Würzburg eingewandert. Im Jahr 1585 oder 1558 taucht der Name „Seusser“ zum ersten Mal in Würzburg auf. Die gesicherte Stammreihe beginnt mit Johann-Conrad Seusser (Seißer) im Jahre 1638 mit dem Hinweis, dass die Familie aus dem Orte Gundelsheim eingewandert sei, jedoch aus Tirol stamme. Diese Unterlagen aus dem Stift Haug wurden 1945 vernichtet. Seit dem 18. Jahrhundert war die Familie im Tuch- und Seidenhandel tätig, später betrieb sie auch ein Mode- und Textilhandelshaus in der Würzburger Innenstadt mit Kontoren in München, Wien und Berlin. Das Textilhandelshaus M. Ph. Seisser gegr. 1773 gehörte zu den ältesten seiner Branche in Deutschland.
Ein Zweig und mehrere Generationen der Familie waren seit dem 19. Jahrhundert im Lebensmittelhandel in München tätig, unter anderem mit Kathreiner’s Malzkaffee, Unifranck und Allgäuer Alpenmilch.
Zwei Mitglieder der Familie wurden in den bayerischen Adelstand erhoben. Die Familie war mit vielen alteingesessenen Würzburger und bayerischen Kaufmannsfamilien verwandt und verschwägert, wie z. B. den Miegs (General Hans v. Mieg), den Völk wie auch mit den Familien Sedlmayr (Spaten-Bräu), Oberhummer und Kathreiner in München. Sie hatten auch Verbindungen zu Mitgliedern bekannter Beamten- und Professorenfamilien, wie z. B. mit den Familien von Adolf Strecker, Oliver von Leube, von Franque, dem Mediziner und Biologen Valentin Leiblein und dem Anatomen Franz von Leydig.

## Wappen
Eine kolorierte Skizze (Original im bayerischen Hauptstaatsarchiv München) des wahrscheinlich im Barock entstandenen Seißer’schen Wappens wurde 1885 vom Ministerialrat im kgl. Bay. Staatsministerium der Finanzen Andreas (v.) Seißer an den bay. Reichsherold als Seißer’sches Familienwappen eingereicht und übernommen als persönliches Wappen von demselben, anlässlich seiner Aufnahme in die bayerische Adelsmatrikel nach Verleihung des Verdienstordens der bay. Krone. Der Reichsherold akzeptiere das Wappen und übernahm das Familienwappen für Andreas von Seißer ohne jegliche Veränderung oder Mehrung in das Adelsdiplom in der unteren Rangklasse des bayerischen Adels. Lediglich die Schildform wurde im finalen Diplom historisierend verändert. Im Diplom ist der Schild abgeschrägt und stark nach links (heraldisch rechts) gekippt. In dieser Form wird das Wappen seither von der Gesamtfamilie geführt. Eine in Metall gegossene Abbildung des Wappens befand sich bis zu Sanierung des Stammhauses der Familie, dem Würzburger Kürschnerhof, im Jahre 2007 am Rückgebäude der Firma (M.Ph.) Seißer in der Martinstraße.

## Bekannte Mitglieder
- Georg-Philipp Seisser (1749–1826), Gründer der Firma M. Ph. Seisser (Würzburg)
- Michael Philipp Seisser (1789–1859), Namensgeber des Handelshauses M. Ph. Seisser, Handelsrat (Würzburg)
- Andreas von Seisser (1837–1911), Präsident der bayerischen Staatsbank (München)
- Ludwig Franz Barbarossa („Louis“) Seißer (1839–1923), Handelsrichter und Bankier, kgl. bay. Kommerzienrat (1902), (Würzburg und München)
- Ludwig Seisser (1866–1936), Pharmazeut und Unternehmer, kgl. bay. Kommerzienrat (München)
- Michael-Philipp Seißer (1854–1943), geheimer Kommerzienrat und Großkaufmann (Würzburg und München)
- Georg Seisser, Handelsgericht-Accessist, Handelsrat, (Würzburg)
- Rudolf Seisser, Hofrat, Mediziner und Forscher in Würzburg (Würzburg)
- Valerie Seisser (1862–1953), Oberin beim Roten Kreuz in München, Gründerin der Rot Kreuz Schwestern in Würzburg, Tochter des Arztes Carl Seisser
- Philipp Seisser, Medizinalrat, im Vorstand der Rot Kreuz Klinik in Würzburg
- Hans von Seißer (1874–1973), Präsident der bayerischen Landespolizei (München)
- Franz Philipp Seisser, Chefarzt der Würzburger Frauenklinik
- Adolph Seisser (1898–1979), Inhaber des Textilhauses Völk in Würzburg, Verwaltungsratsmitglied der Kathreiners Malzkaffe-Fabriken, München
- Paul Seisser, Hauptgeschäftsführer der IHK in Würzburg
- Anton Franz Seisser († 1966), Textilkaufmann, Würzburger Stadtrat 1933 bis 1945, Verwaltungsratsmitglied der Kathreiners Malzkaffe-Fabriken, München
- Rolf Seisser (1922–2019), Verbandsfunktionär (Frankfurt)